# Дембовець (Володавський повіт)
Дембовець (пол. Dębowiec) — село в Польщі, у гміні Уршулін Володавського повіту Люблінського воєводства.
Населення — 155 осіб (2011).
У 1975-1998 роках село належало до Холмського воєводства.

## Демографія
Демографічна структура станом на 31 березня 2011 року:
|          | Загалом | Допрацездатний вік | Працездатний вік | Постпрацездатний вік |
| -------- | ------- | ------------------ | ---------------- | -------------------- |
| Чоловіки | 79      | 22                 | 51               | 6                    |
| Жінки    | 76      | 16                 | 40               | 20                   |
| Разом    | 155     | 38                 | 91               | 26                   |